# Obana nigrapicata
Obana nigrapicata är en fjärilsart som beskrevs av Emilio Berio 1959. Obana nigrapicata ingår i släktet Obana och familjen nattflyn. Inga underarter finns listade i Catalogue of Life.